# 巨星國際控股
巨星國際控股有限公司，簡稱巨星國際控股，以及巨星國際（英語：Yestar International Holdings Company Limited，港交所：2393），在2000年，由何震發（董事長及首席執行官），於上海（總部）成立「巨星貿易（上海）有限公司」。
業務在中國內地經營生產及銷售膠片、醫療影像行業等。
股份在2013年10月11日於港交所主板上市。全球發售1.125億股，招股價介乎1.11至1.55港元，集資額1.25億至1.74億港元。

## 連結
- yestarcorp.com[永久]